# オリンピック公園 (ソウル特別市)
オリンピック公園（オリンピックこうえん）は、大韓民国ソウル特別市松坡区にある公園である。

## 概説
1988年ソウルオリンピックを記念して造られた公園。現在では市民の憩いの場となっている。
2008年北京オリンピックの聖火リレーではスタート会場にもなった。

## 交通
- 地下鉄
  - ●ソウル交通公社5号線・●9号線オリンピック公園駅 徒歩すぐ
  - ●ソウル交通公社8号線夢村土城駅 徒歩1分
  - ●ソウル市メトロ9号線漢城百済駅 徒歩すぐ

## 施設

### スポーツ競技場
| 施設名                           | 規模     | 収容人員 | 備考                                                                                   |
| -------------------------------- | -------- | -------- | -------------------------------------------------------------------------------------- |
| プール                           | 12,742㎡ | 10,000人 | 競技用プール(50m×25m, 最大深さ3m), ダイビングプール(25m×25m×5m), サブプール(50m×12.5m) |
| KSPO DOME (体操競技場)           | 14,016㎡ | 15,000人 | 可動席4,236人、固定席10,764人                                                          |
| 第2体育館 (フェンシング競技場)   | 8,750㎡  | 6,890人  | 可動席1,662人、固定席5,228人                                                           |
| 第3体育館 (ウリ金融アートホール) | 5,617㎡  | 1,200人  | ミュージカル専用劇場                                                                   |
| テニスコート                     | 5,234㎡  | 9,931人  | センターコート1面、その他12面 屋内コート4面                                            |
| 競輪場                           | 7,755㎡  | 6,000人  | バンク1周333.3m、幅7m、角度38˚                                                         |

- 百済歴史館
- 平和の門
- 平和の火
- 万国旗
- ソウルオリンピック博物館
- ソマ美術館
- オリンピックホール